# Pilosocereus oligolepis
Pilosocereus oligolepis ist eine Pflanzenart in der Gattung Pilosocereus aus der Familie der Kakteengewächse (Cactaceae). Das Artepitheton oligolepis bedeutet ‚mit wenig Schuppen‘.

## Beschreibung
Pilosocereus oligolepis wächst strauchig, an der Basis verzweigt oder unverzweigt und erreicht Wuchshöhen von 1 bis 2 Metern. Die glatten, aufrechten oder etwas ausgespreizten, grau- bis dunkelgrünen Triebe haben Durchmesser von 3 bis 5 Zentimetern. Es sind 4 bis 5 Rippen vorhanden. Die undurchsichtigen Dornen sind dunkelbraun. Die 1 bis 6 Mitteldornen, meist sind es vier, sind abstehend und 1 bis 2 Zentimeter lang. Die 8 bis 16 ausgebreiteten bis zurückgebogenen Randdornen sind 2 bis 10 Millimeter lang. Ein blühfähiger Teil der Triebe ist nicht oder wenig ausgeprägt. Aus den blühfähigen Areolen entspringen wenige bis zahlreiche weiße oder braune Haare.
Die leicht gebogenen, trichterförmigen Blüten sind 6 bis 7,5 Zentimeter lang und weisen Durchmesser von 2,5 bis 3 Zentimetern auf. Die kugelförmigen Früchte erreichen Durchmesser von 2,5 bis 3 Zentimetern.

## Verbreitung, Systematik und Gefährdung
Pilosocereus oligolepis ist im brasilianischen Bundesstaat Roraima sowie im angrenzenden Südwesten von Guyana in Höhenlagen von 150 bis 550 Metern auf exponierten Felsen verbreitet.
Die Erstbeschreibung als Cereus oligolepis wurde 1913 von Friedrich Karl Johann Vaupel (1876–1927) veröffentlicht. Ronald Stewart Byles und Gordon Douglas Rowley stellten sie 1957 in die Gattung Pilosocereus. Weitere nomenklatorische Synonyme sind Pilocereus oligolepis (Vaupel) Werderm. (1933), Cephalocereus oligolepis (Vaupel) Borg (1937) und Pseudopilocereus oligolepis (Vaupel) Buxb. (1968).
Die Art ist nur unzureichend bekannt.
In der Roten Liste gefährdeter Arten der IUCN wird die Art als „Data Deficient (DD)“, d. h. mit keinen ausreichenden Daten geführt.

## Nachweise